# Claudio Graziano
Pour les articles homonymes, voir Graziano.
Claudio Graziano, né le 22 novembre 1953 à Turin et mort le 17 juin 2024 à Rome, est un ancien officier de l'armée italienne et chef d'entreprise italien. 

## Biographie
Claudio Graziano est un ancien commandant de la Force intérimaire des Nations unies au Liban (FINUL), en poste entre 2007 et 2010. Du 28 février 2015 au 6 novembre 2018, Graziano a été chef d'état-major des forces armées italiennes .
Le 7 novembre 2017, il est nommé président du Comité militaire de l'Union européenne, poste qu'il occupe du 6 novembre 2018 au 1er juin 2022.
En mai 2022, il est nommé à la présidence du groupe de construction navale italien Fincantieri, poste qu'il occupe jusqu'à son suicide survenu le 17 juin 2024.